# To co dobre (singel)
„To co dobre” – singel Kasi Kowalskiej z płyty Samotna w wielkim mieście.

## Lista utworów
Opracowano na podstawie materiału źródłowego.
1. „To co dobre” (muz. Zdzisław Zioło, sł. K. Kowalska) 3:12

## Twórcy
- Kasia Kowalska – śpiew, chórki, harmonijka ustna
- Michał Grymuza – gitary, chórki
- Wojciech Olszak – fortepian, organy Hammonda programowanie
- Wojciech Pilichowski – gitara basowa
- Michał Dąbrówka – perkusja
- Rafał Dziubiński – instrumenty klawiszowe
- Marcin Nowakowski – flet